# Chalcalburnus tarichi
Chalcalburnus tarichi је зракоперка из реда Cypriniformes и фамилије Cyprinidae. Ово је једина рибља врста у језеру Ван, које је алкалног карактера.

## Угроженост
Подаци о распрострањености ове врсте су недовољни.

## Распрострањење
Ареал врсте је ограничен на једну државу. 
Турска је једино познато природно станиште врсте.

## Станиште
Станишта врсте су језера и језерски екосистеми, речни екосистеми и слатководна подручја.